# Antonín Švehla

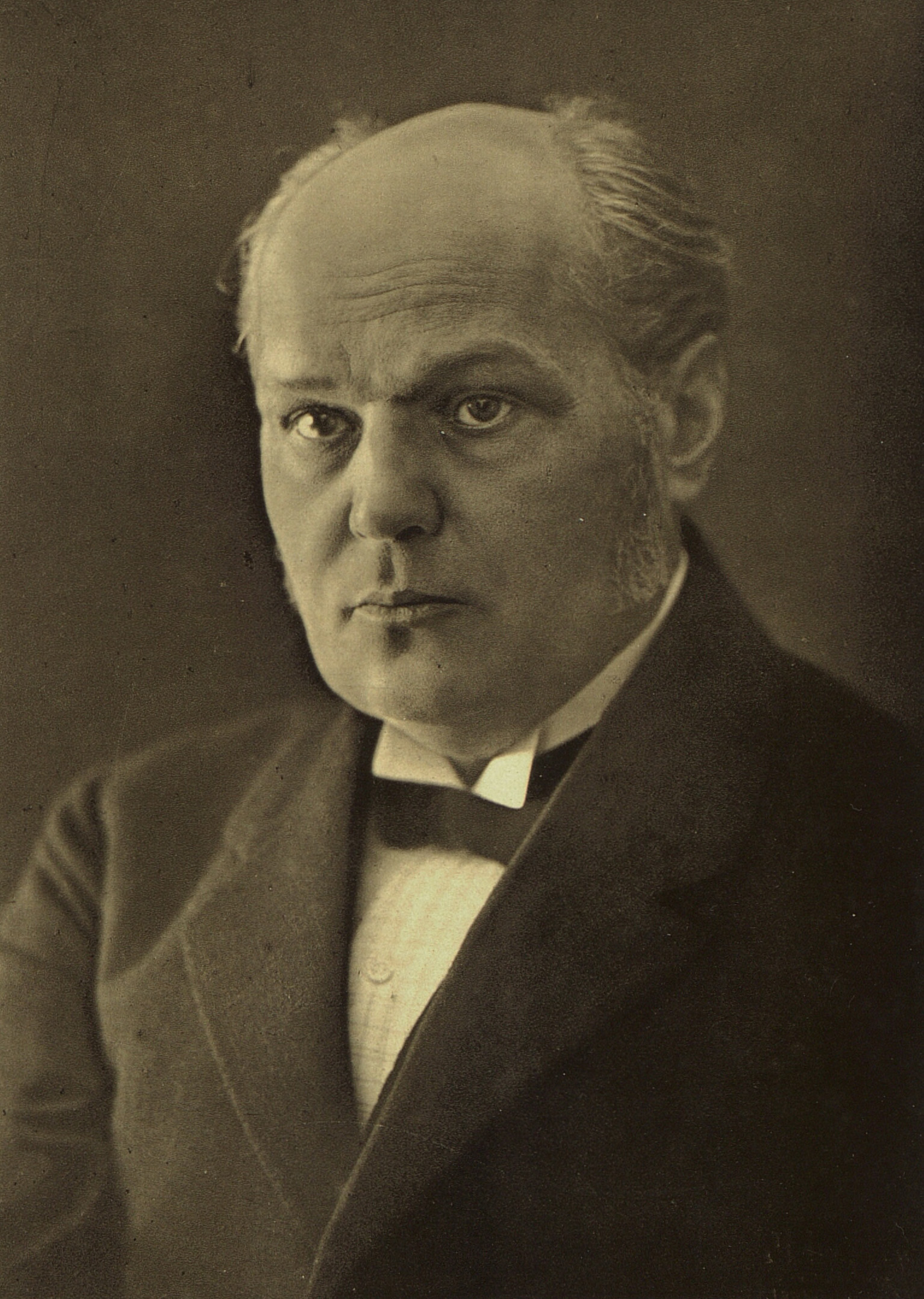
Antonín Švehla

Antonín Švehla (* 15. April 1873 in Hostivař; † 12. Dezember 1933 in Prag) war Vorsitzender der tschechoslowakischen Regierung, Vorsitzender der  Tschechoslowakischen Agrarpartei und Gutsbesitzer in Hostivař bei Prag (heute Praha 15). Von 1922 bis 1925, 1925 bis 1926 und 1926 bis 1929 war er tschechoslowakischer Ministerpräsident.
Hostivař

## Biografie
Švehla war der Sohn eines Gutsbesitzers im Dorf Hostivař bei Prag. 1900 übernahm er nach dem Tod seines Vaters die Verwaltung des Gutes. Davor engagierte er sich bereits politisch und wurde 1902 zum stellvertretenden Vorsitzenden der Landwirte-Vereinigung gewählt. 1906 gründete er mit seinen politischen Wegbegleitern die Landwirtschaftszeitung Venkov (Das Land).
1908 bis 1913 vertrat Švehla die Interessen der Großgrundbesitzer als Abgeordneter im Landesparlament Böhmens, 1909 wählte man ihn in den Vorstand der Agrarpartei.
Während des Ersten Weltkrieges gehörte er zu Führern des tschechischen Widerstandes. Er war Mitglied im Český svaz (Böhmischer Bund) und seit 1917 der Untergrundbewegung Maffie. Seit Juli 1918 gehörte er zu den führenden Mitgliedern des Tschechoslowakischen Nationalausschusses.
Als einer der „Männer des 28. Oktober“ proklamierte er 1918 den selbständigen tschechoslowakischen Staat und unterschrieb das erste Gesetz des neuen Staates, das Gesetz über die Errichtung des selbstständigen tschechoslowakischen Staates. Seit 1918 gehörte er als Abgeordneter der Nationalversammlung an und übte von 1919 bis 1920 das Amt des Innenministers in der Regierung Karel Kramář aus. In dieser Funktion war er maßgeblich an der Ausarbeitung der tschechoslowakischen Verfassung beteiligt.
1919 wählte man Švehla auch zum Vorsitzenden der Agrarpartei. Für die Agrarpartei war er auch Vertreter in der sogenannten Allnationalen Koalition, die 1918 gegründet worden war. Um die Regierungsarbeit in den Jahren nach der Gründung besser koordinieren zu können, wurde 1921 auf die Initiative von Antonín Švehla ein Gremium aus je einem Repräsentanten der fünf größten staatstragenden Parteien gebildet, ein sogenannter „Fünferrat“ (Pětka). In diesem fanden die wichtigsten Diskussionen statt und fielen Vorentscheidungen, bevor sie in der Regierung beziehungsweise im Parlament diskutiert wurden.
1927 verzichtete er auf eine Kandidatur zum Präsidenten und unterstützte Tomáš Garrigue Masaryk. Zwei Jahre später zog er sich aus gesundheitlichen Gründen aus dem politischen Leben zurück. Švehla wird in der politischen Geschichte der Tschechoslowakei als kompetenter Politiker und Meister der Kompromisse beschrieben. Im Gegensatz zu vielen berühmten Politikern seiner Zeit hatte er keine akademische Ausbildung. Der Autodidakt machte sich einen guten Namen als praktischer Problemlöser.

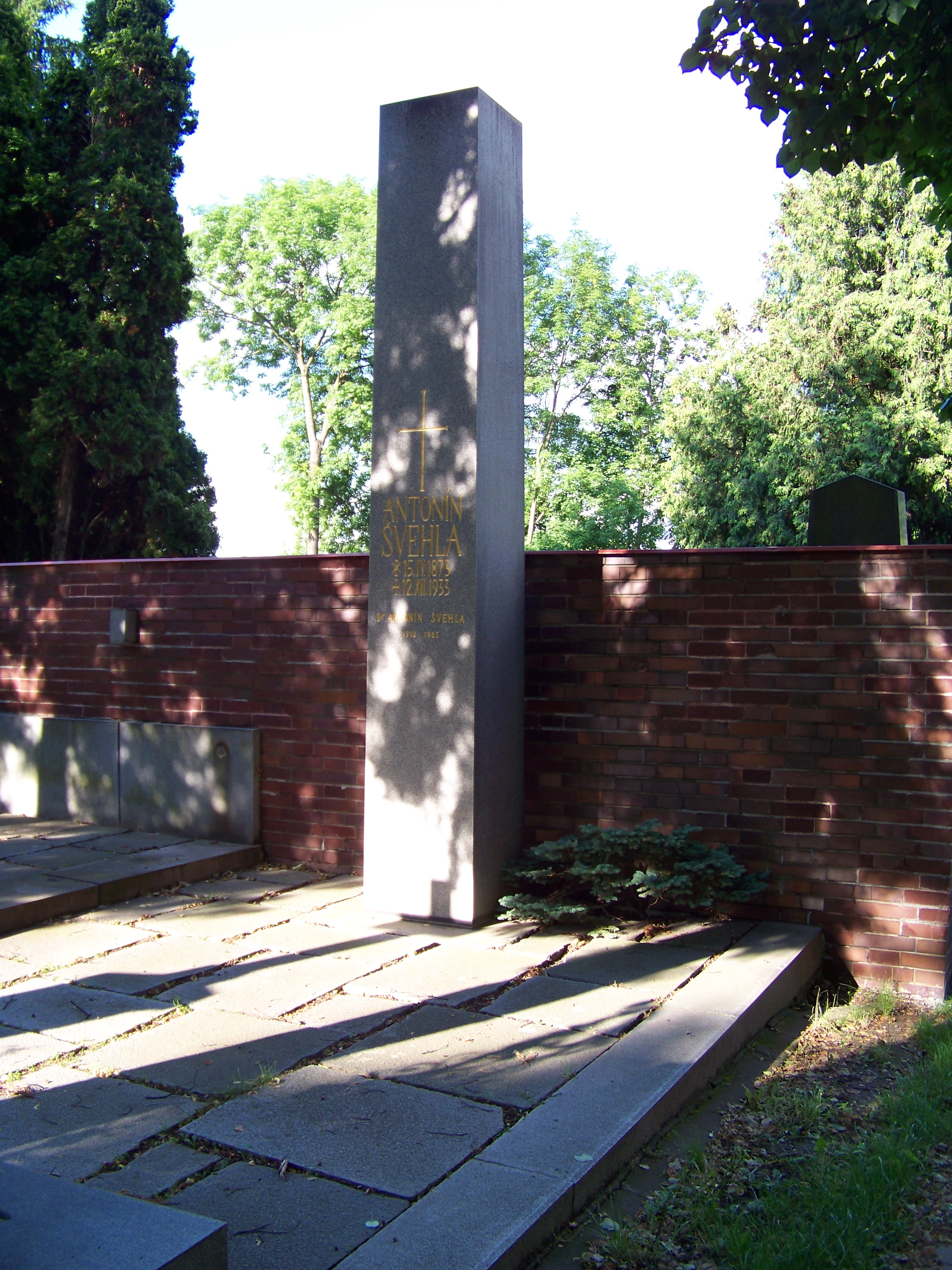
Grab von Antonín Švehla in Prag

Antonín Švehla starb 1933 und wurde auf dem Friedhof von Hostivař begraben. Das Grabdenkmal wurden von Jože Plečnik gestaltet.

## Regierungsämter
Antonín Švehla hatte (chronologisch) folgende Regierungsfunktionen inne:
als Innenminister (14. November 1918 bis 15. September 1920):
- Regierung Karel Kramář, 14. November 1918 bis 8. Juli 1919
- Regierung Vlastimil Tusar I, 8. Juli 1919 bis 25. Mai 1920
- Regierung Vlastimil Tusar II, 25. Mai 1920 bis 15. September 1920

als Ministerpräsident (7. Oktober 1922 bis 18. März 1926 sowie 12. Oktober 1926 bis 1. Februar 1929):
- Regierung Antonín Švehla I, 7. Oktober 1922 bis 9. Dezember 1925
- Regierung Antonín Švehla II, 9. Dezember 1925 bis 18. März 1926
- Regierung Antonín Švehla III, 12. Oktober 1926 bis 1. Februar 1929